# Jeremy Reaves
Jeremy Antoine Reaves (Pensacola, 29 agosto 1996) è un giocatore di football americano statunitense che milita nel ruolo di free safety per i Washington Commanders della National Football League (NFL).

## Carriera

### Philadelphia Eagles
Reaves firmò con i Philadelphia Eagles dopo non essere stato scelto nel Draft NFL 2018. Fu svincolato il 1º settembre 2018.

### Washington Redskins / Football Team / Commanders
Reaves firmò con la squadra di allenamento dei Washington Redskins il 12 settembre 2018. Fu promosso nel roster attivo il 19 dicembre 2018. Debuttò nella NFL tre giorni dopo contro i Tennessee Titans.
Reaves fu svincolato il 31 agosto 2019 ma rifirmò con la squadra di allenamento il giorno successivo. Fu promosso nel roster attivo il 19 ottobre 2019. Il 24 ottobre 2019 disputò la prima gara come titolare contro i Minnesota Vikings, mettendo a segno 3 tackle, prima di lasciare la partita per una commozione cerebrale. La sua annata si chiuse con 15 tackle e un passaggio deviato in 9 presenze.
Nel 2022 Reaves riuscì per la prima volta ad entrare nel roster attivo ad inizio stagione. A fine stagione fu convocato per il suo primo Pro Bowl come special teamer e inserito nel First-team All-Pro.

## Palmarès
- Convocazioni al Pro Bowl: 1

2022
- First-team All-Pro: 1

2022